# Perisama xynites
Perisama xynites är en fjärilsart som beskrevs av Hans Fruhstorfer 1916. Perisama xynites ingår i släktet Perisama och familjen praktfjärilar. Inga underarter finns listade i Catalogue of Life.